# Финал чемпионата мира по регби 2019
Финал чемпионата мира по регби 2019 года состоялся 2 ноября 2019 года на международном стадионе Ниссан (Иокогама). В матче определялся победитель 9-го чемпионата мира по регби. В финале играли друг против друга сборные Англии и ЮАР, которые ранее встречались в финале чемпионата мира 2007 года.
Сборная ЮАР стала чемпионом мира, победив Англию со счётом 32:12, и выиграла свой третий титул чемпиона мира — Кубок Уэбба Эллиса поднял над головой капитан команды Сия Колиси. Сборная Англии, проводя свой четвёртый финал Кубков мира, потерпела третье поражение.

## Путь к финалу

### Англия
Англия выиграла свою группу C на групповом этапе, обыграв всех своих противников и заработав по бонусному очку в матчах против Тонга, США и Аргентины. Игра с Францией не состоялась в связи с угрозой приближения тайфуна «Загибис», в результате чего была засчитана техническая ничья 0:0. В четвертьфинале в Оите англичане обыграли Австралию 40:16 благодаря двум попыткам Джонни Мэя, по одной попытке от Кайла Синклера и Энтони Уотсона, а также четырём штрафным и четырём реализациям в исполнении Оуэна Фаррелла. В полуфинале в Йокогаме англичане победили действующих чемпионов мира из Новой Зеландии со счётом 19:7, не дав «Олл Блэкс» выиграть третий титул подряд и прервав из серию из 18 побед подряд на Кубках мира: у англичан занёс попытку Ману Туилаги, реализованную Фарреллом, а ещё четыре штрафных забил Джордж Форд.
Финал стал четвёртым для англичан в истории: в прошлом англичане выходили в финалы в 1991 (поражение от Австралии), 2003 (победа над Австралией и первый титул чемпионов мира) и 2007 годах (поражение от ЮАР). По ходу турнира в сборную был дозаявлен Бен Спенсер вместо получившего травму подколенного сухожилия Вилли Хайнца; в целом же заявка англичан на финал осталась неизменной.

### ЮАР
Сборная ЮАР уступила в первом матче новозеландцам, однако обыграла с бонусом команды Намибии, Канады и Италии, заняв второе место в группе B
. В четвертьфинале «спрингбокс» переиграли сборную Японии, хозяев турнира, со счётом 26:3 благодаря двум попыткам Маказоле Мапимпи и одной попытке Фафа де Клерка, а также реализации и трём штрафным в исполнении Хандре Полларда. В полуфинале против Уэльса южноафриканцы вырвали победу со счётом 19:16 — попытку занёс Дамиан де Алленде, реализацию и четыре штрафных забил Поллард, набрав победные очки на 76-й минуте.
Для сборной ЮАР это был третий в её истории финал: два предыдущих южноафриканцы выигрывали на домашнем Кубке мира в 1995 году у Новой Зеландии и на Кубке мира во Франции в 2007 году у Англии. В заявке на финал по сравнению с полуфиналом была сделана всего одна замена: в стартовый состав вошёл Чеслин Колбе, заменивший на позиции правого крыльевого Сбусисо Нкоси.

### Сопоставительная таблица
| Команда   | 1     | 2     | 3     | 4     | 5     | В | Н | П | Разность | Бонус | Очки |
| --------- | ----- | ----- | ----- | ----- | ----- | - | - | - | -------- | ----- | ---- |
| Англия    |       | 0:0*  | 39:10 | 45:7  | 35:3  | 3 | 1 | 0 | 119-20   | 3     | 17   |
| Франция   | 0:0*  |       | 23:21 | 33:9  | 23:21 | 3 | 1 | 0 | 79-51    | 1     | 15   |
| Аргентина | 10:39 | 21:23 |       | 47:17 | 28:12 | 2 | 0 | 2 | 106-91   | 3     | 11   |
| США       | 7:45  | 9:33  | 17:47 |       | 19:31 | 0 | 0 | 3 | 52-156   | 0     | 0    |
| Тонга     | 3:35  | 21:23 | 12:28 | 31:19 |       | 0 | 0 | 3 | 67-105   | 2     | 6    |

| Команда        | 1     | 2     | 3     | 4     | 5    | В | Н | П | Разность | Бонус | Очки |
| -------------- | ----- | ----- | ----- | ----- | ---- | - | - | - | -------- | ----- | ---- |
| Новая Зеландия |       | 23:13 | 0:0*  | 71:9  | 63:0 | 3 | 1 | 0 | 157-22   | 2     | 16   |
| ЮАР            | 13:23 |       | 49:3  | 57:3  | 66:7 | 3 | 0 | 1 | 185-36   | 3     | 15   |
| Италия         | 0:0*  | 3:49  |       | 37:22 | 48:7 | 2 | 1 | 1 | 98-78    | 2     | 12   |
| Намибия        | 9:71  | 3:57  | 22:37 |       | 0:0* | 0 | 1 | 3 | 34-175   | 0     | 2    |
| Канада         | 0:63  | 7:66  | 7:48  | 0:0*  |      | 0 | 1 | 3 | 14-177   | 0     | 2    |

## Финал
| 2 ноября 2019 18:00 JST (UTC+9:00) | Англия | 12:32 | ЮАР | Международный стадион Йокогама, Йокогама Судья: Жером Гарсез |
| 2 ноября 2019 18:00 JST (UTC+9:00) |        |       |     | Международный стадион Йокогама, Йокогама Судья: Жером Гарсез |

| Англия | ЮАР |

| Помощники судьи: Ромен Пуат Бен О’Киф Видеопомощник: Бен Скин |